# Obeah
L’obeah (parfois orthographié Obi, Obeya ou Obia) est un ensemble syncrétique de pratiques spirituelles, médicales et judiciaires occultes né dans les sociétés esclaves ouest-africaines des Antilles.

## Définition et terminologie
La définition d'Obeah est complexe car il ne s'agit pas de pratiques unifiées ; par ailleurs, le terme « Obeah », d'origine africaine, a souvent été utilisé a posteriori de manière péjorative. Dans les régions des Caraïbes où Obeah s'est développé, les esclaves étaient issus de diverses nations africaines ayant des pratiques spirituelles et des religions distinctes. L'étymologie du mot est sujette à controverses ; il n'existe aucun consensus accepté sur la région ou la langue d'où provient le mot. Orlando Patterson a défendu une étymologie Akan suggérant que le mot provenait des communautés de la Côte de l'Or. 
Joseph Williams estime que le terme dérive du vocabulaire du peuple ashanti, appartenant aussi aux langues akan, par l'intermédiaire du mot obi okomfo qui signifie prêtre. Jérôme Handler et Kenneth Bilby le font dériver de l’igbo diba , qui signifie « maître de savoir » ou plus généralement « médecin » . 
Diane Paton postule que ce qui constitue l'Obeah en Jamaïque a été défini par la société blanche, et plus particulièrement par les forces de l'ordre. En conséquence, les différentes communautés afro-caribéennes utilisent leur propre terminologie pour décrire la pratique, telle que le « lancer de sorts », chez les nègres marrons, « au vent » dans la Jamaïque. Selon l’esclavagiste et historien de la Jamaïque Edward Long, le terme est attesté dès les années 1720 à La Barbade.

## Place dans les religions afro-caribéennes
Obeah est similaire aux autres cultes de la diaspora africaine telles que le Myalisme, le Palo Mayombe, le vaudou haïtien, la santeria et le Hoodoo en ce qu'il inclut la communication avec les ancêtres et les esprits et les rituels de guérison. Néanmoins, il diffère de religions comme le vaudou et la santeria en ce qu'il n'y a pas de canon explicite de dieux ou de divinités vénérés, et la pratique est généralement une action individuelle plutôt qu'une partie d'une cérémonie ou d'une offrande collective. Selon certains récits des premières colonies, Obeah se distingue de Myal en ce sens qu'Obeah est considéré comme malfaisant alors que Myal a une influence plus bénéfique. Cependant, le discrédit porté à Obeah est contesté par plusieurs universitaires qui soulignent les capacités d'Obeah à rendre justice ou à renforcer son pouvoir spirituel,.
L'obeah continue à être pratiqué à des degrés divers selon les sociétés et les groupes sociaux des Caraïbes. Officiellement et publiquement discrédité, il jouit d'une forme de reconnaissance clandestine.

## Rituels occultes et fonction sociale
L'obeah regroupe un large spectre de pratiques occultes destinées à contrôler des sources surnaturelles ou divines. S'il a pu servir dans la résistance à l'esclavage et contre les Européens, les administrateurs coloniaux ont eu tendance à exagérer ses aspects antisociaux et à passer sous silence son rôle bénéfique. Il était aussi destiné à traiter la maladie, à attirer la bonne fortune et à réparer les torts.

### L'obi
Dans le cadre interprétatif des croyances dont elle procède, l’homme Obeah (obiaman ou obi) incarne un maître spirituel. Il est considéré comme un soigneur ou un conseiller (informateur), qui aide les personnes possédées par les esprits ou qui ne trouvent pas de remède à leur maladie. 
C'est un esprit qui se manifeste également sous l'apparence d'une femme. Il peut vivre dans certaines eaux selon la tradition des descendants d'esclaves notamment à la Martinique. 
Ceux qui savent l'invoquer en lui offrant du lait, du sucre, du sel, de l'eau pimentée et bien d'autres potions peuvent obtenir des guérissons miraculeuses, peu importe la maladie. Son action est quasiment instantanée selon ce que rapportent les pratiquants de son culte. 
Toutefois, il est extrêmement rare de trouver des initiés connaissant aujourd'hui ces lieux et on trouve encore moins d'adeptes capables de l'appeler du fond de la mer car un non renvoi dans les règles peut-être fatal pour l'opérant.

### Médecine traditionnelle
Les praticiens de l'obeah adaptent des croyances de médecine traditionnelle dans un contexte esclavagiste. La littérature coloniale montre qu'ils ont pu être considérés comme des guérisseurs et non seulement comme des sorciers y compris par les Blancs.

## Une histoire marquée par la répression coloniale

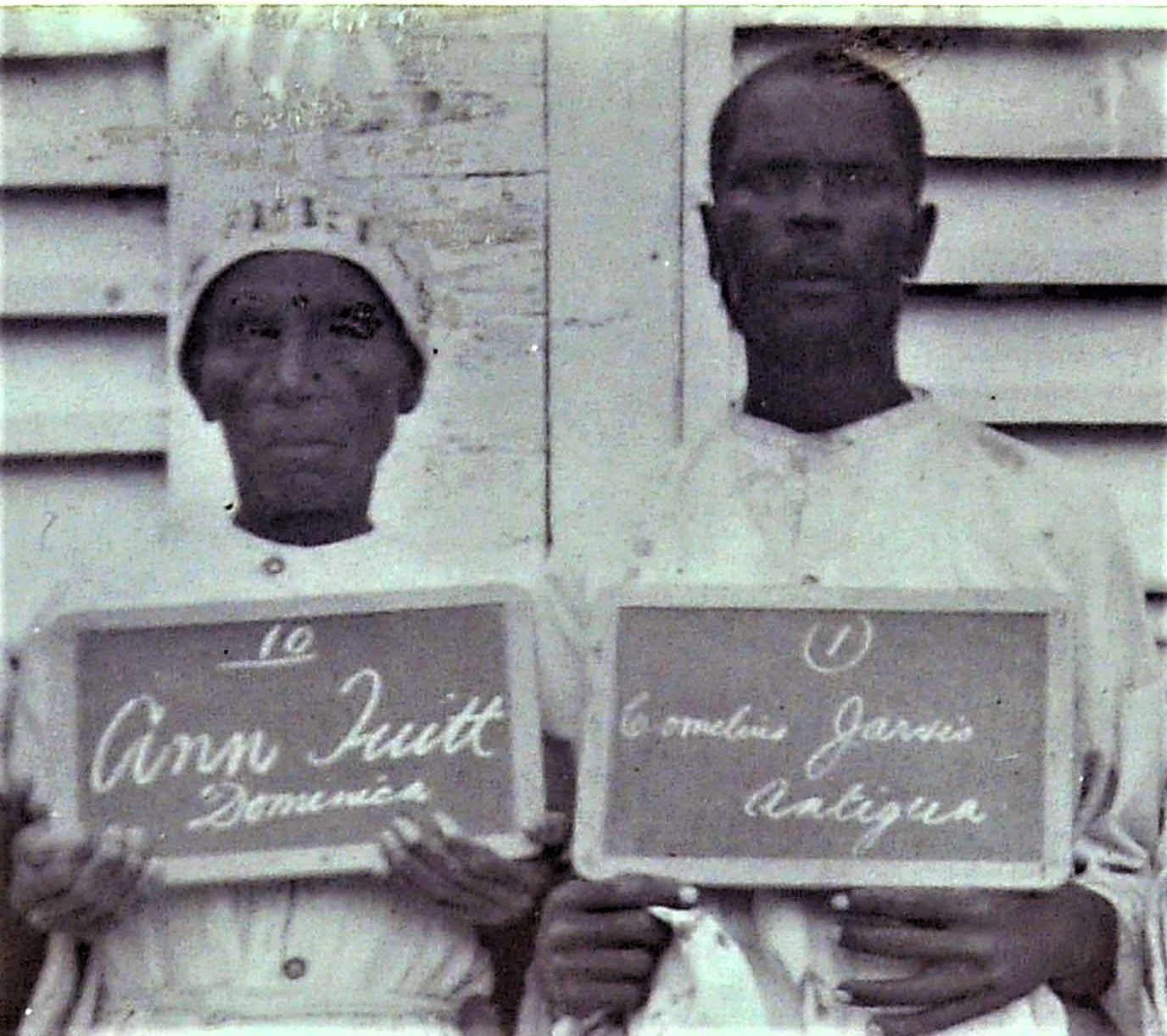
Deux Afro-Caribéens détenus sur l'île d'Antigua en 1905 pour pratique de l'obeah.

La révolte de Tacky en 1760-1761 attire l'attention des Européens sur l’obeah, jusqu'alors largement réduite à des pratiques superstitieuses et primitives. En raison du rôle qu'il y joue, il est associé à la résistance anti-esclavagiste et se trouve alors réprimé. L’obeahman attire l'intérêt de certains écrivains britanniques romantiques, qui le voient comme un noble africain ou un martyr de l’esclavage, mais les colons le rattachent au commerce avec le diable et à la sorcellerie.
La pratique souterraine et clandestine de l'obeah, qui cristallisait les craintes et les préjugés des Européens, constitue une forme de refus du savoir médical et des croyances religieuses des esclavagistes.
Il ne faut néanmoins pas interpréter l'Obeah uniquement et systématiquement comme un acte de résistance. L'examen des archives judiciaires de Guyane au début du XIXe siècle informe sur la poursuite de deux praticiens de l'Obeah pour avoir obligé des esclaves à participer aux rituels. La danse Minje Mama (ou Water Mama) a entraîné la mort d'une femme. L'existence de violences intracommunautaires illustre la complexité des relations de pouvoir au sein des esclaves, y compris au sein de pratiques pratiquées en secret et en retrait du pouvoir colonial. 
La criminalisation et la stigmatisation de l’obeah perdure après l'abolition et des lois répressives spécifiques sont actualisées ou mises en place. En effet, les lois encadrant l'esclavage suffisaient pour réprimer les rassemblements. La comparaison avec la défense de mouvements religieux minoritaires et prohibés aux Caraïbes, comme les Shouters à Trinidad-et-Tobago et les Shakers à Sainte-Lucie, montre que, par différence avec ces derniers, l'obeah est rejeté en dehors du fait religieux par le discours colonial. Néanmoins, cette construction évolue d'un rejet pour sorcellerie à une répression motivée par la lutte contre la fraude. Ce changement de paradigme a facilité la mise en place de poursuites judiciaires publiques routinières, détachées de considérations magiques.

## Représentation littéraire

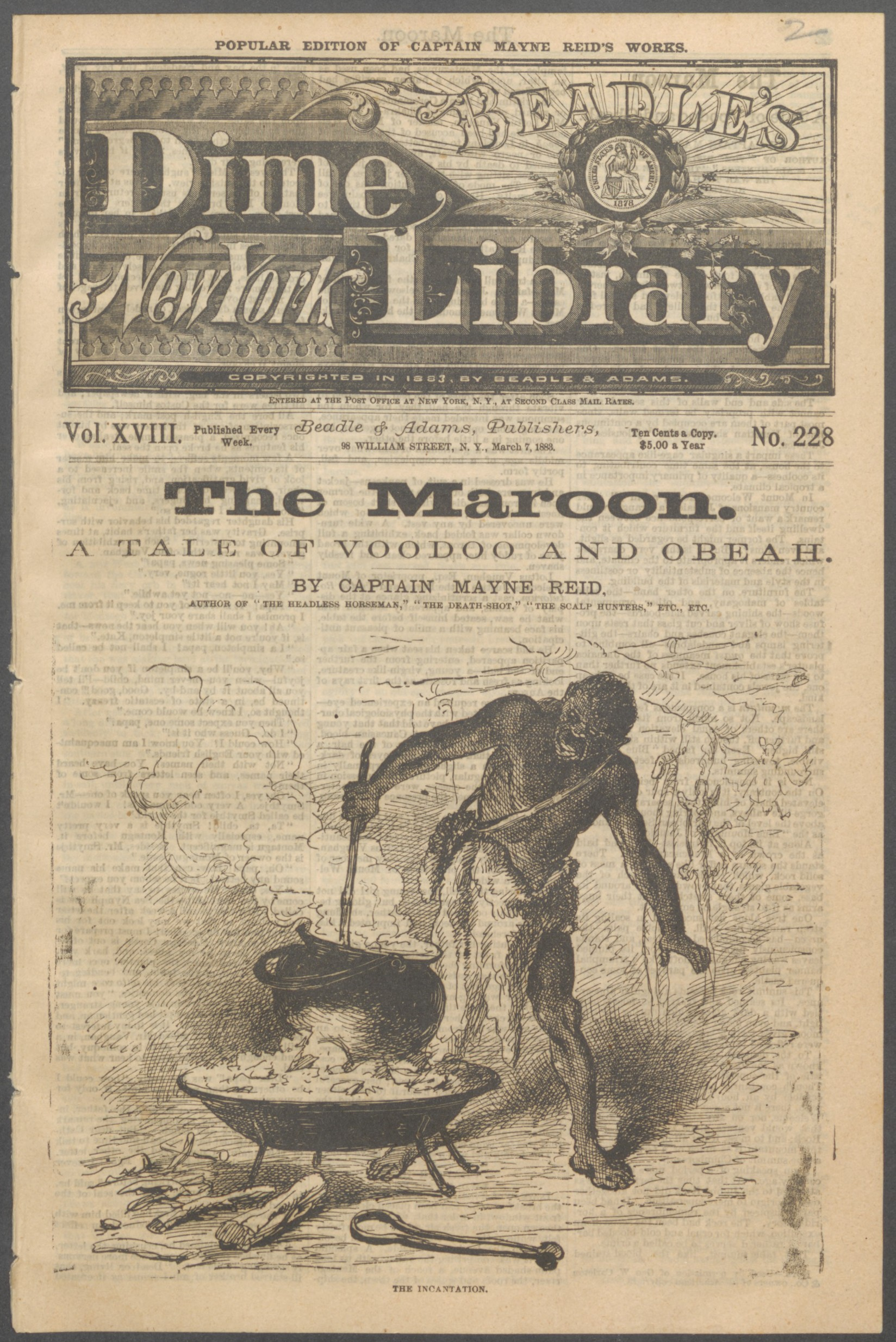
Cette fiction sur les pratiques ésotériques du marronnage de Thomas Mayne Reid paraît dans un périodique spécialisé dans le dime novel en 1883.

La représentation de l’Obeah dans la littérature porte la trace son histoire coloniale. L'une de ses premières occurrences se trouve dans l’un des poèmes du recueil The Sugar Cane de James Grainger (en), où l'Obeah-man apparaît comme un charlatan qui se joue de l'ignorance. Dans les premières éditions du roman Belinda, de l’écrivaine britannique Maria Edgeworth, l'esclave noir Juba est contraint de s'affranchir de ses croyances d'origines africaines afin de parfaire son acculturation et de pouvoir se marier avec Lucy, fille d'un fermier blanc. Bien qu'inoffensif, son attachement à l'Obeah est perçu comme une menace. Harriet Freke, qui s'oppose à l'entrée de Juba dans la domesticité, tente d'ailleurs de l'effrayer en se déguisant en femme-Obeah, apparition qu'il interprète comme un présage de mort, le mariage avec Lucy ayant valeur d'exorcisme .
L'Obeah est un thème en vogue de la littérature britannique aux tournant des XVIIIe et XIXe siècles, notamment au sein des précurseurs du romantisme. Obi or, The History of Three-Fingered Jack, un roman épistolaire de William Earle Jr. publié en 1800, met en scène l'histoire de Jack Mansong, un esclave jamaïcain en fuite qui cherche à venger sa famille et son peuple de la cruauté des propriétaires d'esclaves en utilisant l'art magique qu'est l'Obeah. À l'inverse, dans The Pleasures of Hope, le poète Thomas Campbell  utilise la figure de l'obeah-man pour diaboliser l'Africain, bien qu'il n'ignore pas que cette pratique n'existe que dans les Caraïbes. Il n'est pas le seul à rattacher ce culte à l'Afrique, ce qui est symptomatique du racisme qui imprègne l'imaginaire colonial. L'Obeah, représenté dans le cadre de récits anti-esclavagistes ou non, exerce alors une fascination durant environ une décennie. Il s'inscrit dans un attrait pour l’exotisme comparable à l’orientalisme, illustrant l'hégémonie et les craintes des puissances coloniales. L'association de l'obi avec les révoltes d'esclave a davantage suscité l'intérêt de ces écrivains que la coutume elle-même, souvent caricaturée, moquée comme une superstition ou rejetée pour sa violence .

## Législation
La criminalisation de l'obeah, qui se généralise avec l'interdiction des regroupements d'esclaves, perdure après l’abolition de l’esclavage et les indépendances. Elle est dépénalisée à Anguilla en 1980, à la Barbade en 1998, à Trinité-et-Tobago en 2000 et à Sainte-Lucie en 2004. La loi édictée par le gouvernement jamaïcain, l’Obeah Act de 1898, condamnant toute personne déclarant détenir un pouvoir ou une connaissance surnaturelle, est encore en cours en 2019. Elle touche majoritairement les Noirs des classes populaires. La dernière personne arrêtée pour la pratique de l’obeah remonte à 1977 selon Diana Paton.
La pratique de l'Obeah reste aujourd'hui encore interdite dans au moins quatorze pays ou territoires des Caraïbes anglophones.